# Premis YoGa 2013
Els 24è Premis YoGa foren concedits al "pitjoret" de la producció cinematogràfica de 2012 per Catacric la nit del 6 al 7 de febrer de 2013 "en un lloc cèntric de Barcelona" per un jurat anònim que ha tingut en compte les apreciacions, comentaris i suggeriments dels lectors de la seva web, de Facebook i de Twitter. El palmarès, inclosos els guardons especials, va ser variat i es va buscar la volta de rosca humorística i, segons els seus organitzadors, no va tenir cap ànim revengista, malgrat la categoria dels "premiats".

## Guardonats
| Secció           | Premi               | Nom                                              | Guanyador                                                                                         |
| ---------------- | ------------------- | ------------------------------------------------ | ------------------------------------------------------------------------------------------------- |
| Cinema estranger | Pitjor pel·lícula   | "Vivir del cuento"                               | El hòbbit: Un viatge inesperat                                                                    |
| Cinema estranger | Pitjor director     | "El hombre que no amaba los musicales"           | Tom Hooper, per Les misérables                                                                    |
| Cinema estranger | Pitjor actor        | "¿Por qué no te callas?"                         | Jean Dujardin, per Les Infidèles                                                                  |
| Cinema estranger | Pitjor actriu       | "Espejito, espejito, ¿quién es más sosa que yo?" | Kristen Stewart, per Blancaneu i la llegenda del caçador i La saga Crepuscle: Albada (2a part)    |
| Cinema espanyol  | Pitjor pel·lícula   | "Estrenas, que no es poco"                       | Todo es silencio                                                                                  |
| Cinema espanyol  | Pitjor direcció     | "Ego al desnudo"                                 | Nacho Vigalondo, per Extraterrestre                                                               |
| Cinema espanyol  | Pitjor actor        | "¿Tengo ganas de ti?"                            | Hugo Silva, per El cos i En fuera de juego                                                        |
| Cinema espanyol  | Pitjor actriu       | "Ola k ase"                                      | Clara Lago, per Fin i Tengo ganas de ti                                                           |
| Especials        | Cultura             | "Franco desencadenado"                           | José Ignacio Wert, per la seva política cultural                                                  |
| Especials        | Justícia            | "Baltasar Garzón"                                | Alberto Ruiz-Gallardón, per Holmes & Watson. Madrid Days                                          |
| Especials        | Viejas glorias      | "The Walking Dead"                               | Repartiment de The Expendables 2                                                                  |
| Especials        | Esos pelos          | "Loca academia de peluquería"                    | - Javier Bardem, per Skyfall - José Coronado, per El cos - Sean Penn, per Un lloc per quedar-s'hi |
| Especials        | Todo queda en casa  | "La familia y una más"                           | Carmina Barrios, per Carmina o revienta                                                           |
| Especials        | Uno de los nuestros | "El fiasco se viste de Prada"                    | Juan Manuel de Prada Blanco, pel programa Lágrimas en la lluvia                                   |